# 鹿児島県道71号垂水南之郷線
鹿児島県道71号垂水南之郷線（かごしまけんどう71ごう たるみずみなみのごうせん）は、鹿児島県垂水市から曽於市に至る県道（主要地方道）である。

## 概要
鹿児島県垂水市から鹿屋市輝北町・曽於市大隅町を経由して曽於市末吉町南之郷を結ぶ。大隅半島の北部を横断する。
総延長は61.665 km。そのうち10.208 kmは国道504号などとの重用区間であり、実延長は51.457 kmとなる。

### 路線データ
- 起点：垂水市上町（市役所前交差点、国道220号交点、鹿児島県道534号垂水港線終点）
- 終点：曽於市末吉町南之郷（国道222号交点）

## 歴史
- 1976年（昭和51年）9月1日 - 鹿児島県告示947号により認定。
- 1993年（平成5年）5月11日 - 建設省から、県道垂水南之郷線が垂水南之郷線として主要地方道に指定される[1]。

## 路線状況

### 重複区間
- 国道504号（鹿屋市上高隈町 - 鹿屋市輝北町市成）
- 鹿児島県道72号垂水大崎線（鹿屋市輝北町上百引）
- 鹿児島県道495号志柄宮ヶ原福山線（曽於市大隅町恒吉）
- 鹿児島県道63号志布志福山線（曽於市大隅町岩川・合庁入口交差点 - 曽於市大隅町岩川）
- 鹿児島県道・宮崎県道109号飯野松山都城線（曽於市末吉町南之郷）

## 地理

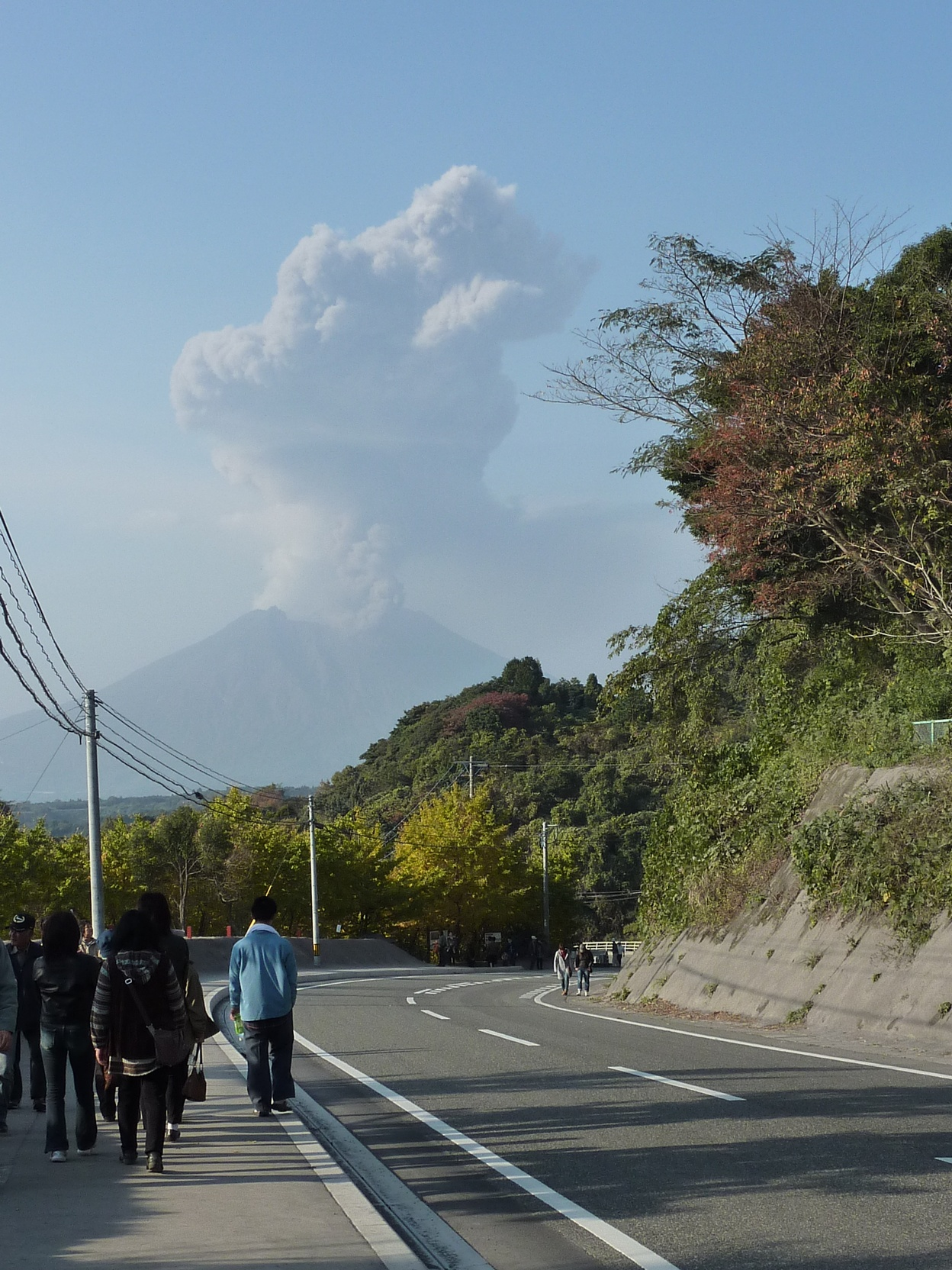
垂水市（市街地方面）

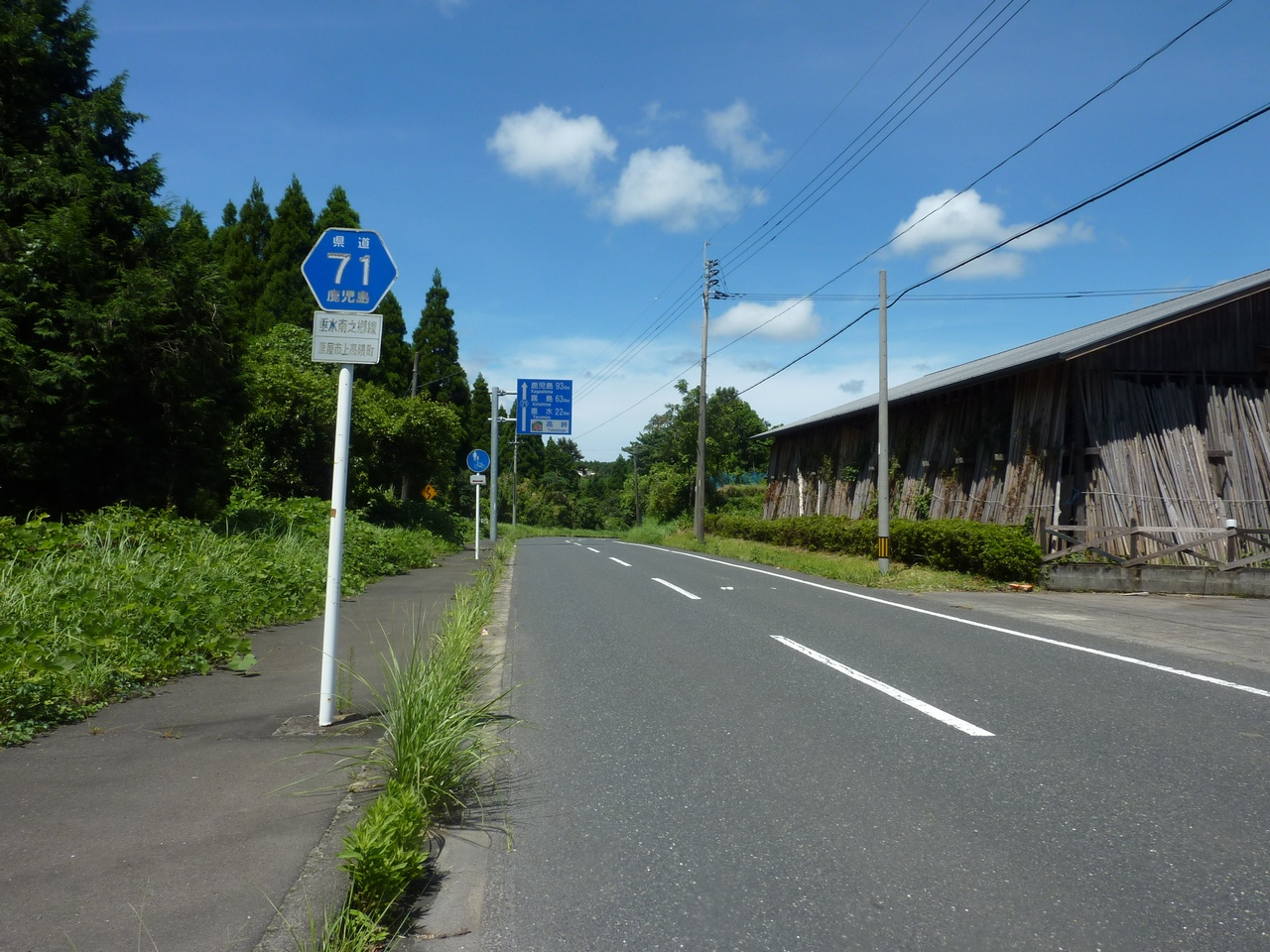
鹿屋市上高隈町（垂水市方面）

### 通過する自治体
- 垂水市
- 鹿屋市
- 曽於市

### 交差する道路
| 交差する道路                                                        | 市町村名 | 交差する場所 | 交差する場所          |
| ------------------------------------------------------------------- | -------- | ------------ | --------------------- |
| 国道220号 鹿児島県道534号垂水港線                                   | 垂水市   | 上町         | 市役所前交差点 / 起点 |
| 国道504号 重複区間起点                                              | 鹿屋市   | 上高隈町     |                       |
| 鹿児島県道64号大崎輝北線                                            | 鹿屋市   | 輝北町下百引 |                       |
| 鹿児島県道72号垂水大崎線 重複区間起点                               | 鹿屋市   | 輝北町上百引 |                       |
| 鹿児島県道72号垂水大崎線 重複区間終点                               | 鹿屋市   | 輝北町上百引 |                       |
| 国道504号 重複区間終点                                              | 鹿屋市   | 輝北町市成   |                       |
| 鹿児島県道517号仮屋宮園線                                           | 鹿屋市   | 輝北町市成   |                       |
| 鹿児島県道516号荻迫仏山線                                           | 鹿屋市   | 輝北町諏訪原 |                       |
| 鹿児島県道495号志柄宮ヶ原福山線 重複区間起点                        | 曽於市   | 大隅町恒吉   |                       |
| 鹿児島県道495号志柄宮ヶ原福山線 重複区間終点                        | 曽於市   | 大隅町恒吉   |                       |
| E78 東九州自動車道                                                  | 曽於市   | 大隅町岩川   | 38 曽於弥五郎IC       |
| 鹿児島県道521号宮ヶ原岩川停車場線                                   | 曽於市   | 大隅町岩川   |                       |
| 国道269号                                                           | 曽於市   | 大隅町岩川   |                       |
| 鹿児島県道63号志布志福山線 重複区間起点                             | 曽於市   | 大隅町岩川   | 合庁入口交差点        |
| 鹿児島県道63号志布志福山線 重複区間終点                             | 曽於市   | 大隅町岩川   |                       |
| 都城志布志道路 鹿児島県道・宮崎県道109号飯野松山都城線 重複区間起点 | 曽於市   | 末吉町南之郷 | 末吉IC                |
| 鹿児島県道・宮崎県道109号飯野松山都城線 重複区間終点                | 曽於市   | 末吉町南之郷 |                       |
| 鹿児島県道503号見帰二之方線                                         | 曽於市   | 末吉町南之郷 |                       |
| 鹿児島県道499号柿之木志布志線                                       | 曽於市   | 末吉町南之郷 |                       |
| 鹿児島県道65号南之郷志布志線                                        | 曽於市   | 末吉町南之郷 |                       |
| 国道222号                                                           | 曽於市   | 末吉町南之郷 | 終点                  |

### 沿線
- 垂水市役所
- 鹿児島県立垂水高等学校
- 曽於市立岩南小学校
- 曽於市立高岡小学校

## 参考資料
- 「県道の路線認定一覧表」 - 鹿児島県例規集（鹿児島県告示1863号）。
- 『平成19年度道路現況調書』 鹿児島県土木部道路維持課、2008年。